# 希尔德堡豪森县
希尔德堡豪森县（Landkreis Hildburghausen）是德国图林根州南部的一个县，县治希尔德堡豪森。

## 地理
希尔德堡豪森县北面与苏尔市，东北面与伊尔姆县，东面与萨尔费尔德-鲁多尔施塔特县，东面和东南面与松讷贝格县，东南面和南面与巴伐利亚州的科堡县，南面与巴伐利亚州的哈斯贝格县，西南面与巴伐利亚州的伦-格拉布费尔德县，西面和西北面与施马卡尔登-迈宁根县相邻。